# Dödligt begär
Dödligt begär, originaltitel Twisted Desire, är en amerikansk dramafilm från 1996 med Melissa Joan Hart i huvudrollen. Filmen är baserad på ett mordfall från 1990 då 14-åriga Jessica Wiseman fick sin pojkvän på 17 år, Douglas Christopher Thomas, att skjuta och döda hennes föräldrar.
Wiseman och Thomas fälldes för mord. Hon frihetsberövades fram till det att hon fyllde 21 år och frisläpptes 1997. Thomas avrättades genom giftinjektion den 10 januari 2000.